# Condeixa-a-Nova (freguesia)
Pour les articles homonymes, voir Condeixa.
Condeixa-a-Nova est une ancienne paroisse civile portugaise (en portugais : freguesia) de la municipalité du même nom dans le district de Coimbra.
La loi no 11-A/2013 du 28 janvier 2013, portant réorganisation administrative du territoire des freguesias, fusionne Condeixa-a-Nova avec la paroisse voisine de Condeixa-a-Velha pour former l’União das freguesias de Condeixa-a-Velha e Condeixa-a-Nova (dont le siège est à Condeixa-a-Nova).